# Elisabets sång
Elisabets sång är en psalm vars text är skriven av Christina Lövestam. Musiken är skriven av Nils Lindberg. 
Psalmen gavs ut 2006 för fyrstämmig kör (SATB) i häftet Psalmer i 2000-talet Allhelgonatid, advent och jul.

## Publicerad som
- Nr 855 i Psalmer i 2000-talet under rubriken "Jesus Kristus - människors räddning".